# Kopydłów
Kopydłów ist eine Ortschaft mit einem Schulzenamt der Landgemeinde Biała im Powiat Wieluński der Woiwodschaft Łódź in Polen.

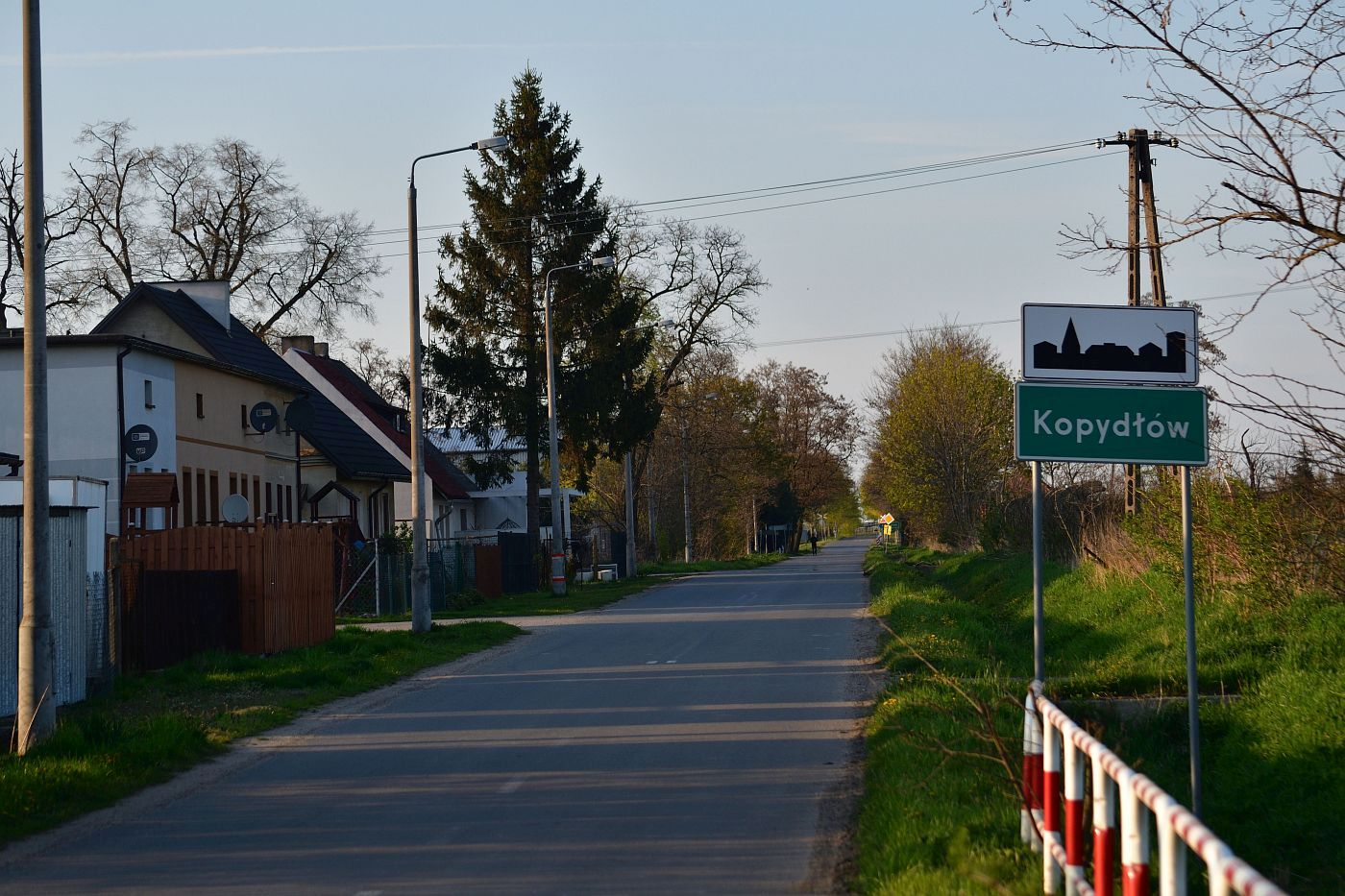
Kopydłów

## Geschichte
Der Ort im Weluner Land wurde im Jahr 1395 als Nabwisdorf erstmals urkundlich erwähnt. 1401 folgte die Erwähnung von Copla und 1409 von Kopidlow. Beide Namen wurden von Historikern zusammen dank des Dokuments des Augustinerordens aus dem Jahr 1421 verbunden. Die Herkunft des ursprünglich deutschsprachigen Namens und die Relation zum polnischen Namen ist unklar. Der polnische Name ist vom Appellativ kopla (Ort, wo der Schnee geschmolzen ist) oder vom Personennamen Kopla bzw. Kopydło mit dem besitzanzeigenden Suffix -ów abgeleitet.
Ab dem frühen 15. Jahrhundert gehörte das Weluner Land der Woiwodschaft Sieradz im Königreich Polen (ab 1569 in der Adelsrepublik Polen-Litauen).
Nach der zweiten Teilung Polens von 1793 gehörte das Dorf bis 1807 zu Südpreußen. 1807 kam es ins Herzogtum Warschau und 1815 ins neu entstandene russisch beherrschte Kongresspolen.
Nach dem Ende des Ersten Weltkriegs kam Kopydłów zu Polen, Woiwodschaft Łódź. Beim Überfall auf Polen 1939 wurde das Gebiet von den Deutschen besetzt und dem Landkreis Welun im Reichsgau Wartheland zugeordnet. Die Umbenennung zu Hufstein wurde damals geplant, aber vor Ende des Weltkriegs nicht eingeführt. Der Name Nabwisdorf war für das benachbarte Dorf Raczyn in der Gmina Czarnożyły vorgesehen.
Von 1975 bis 1998 gehörte Kopydłów zur Woiwodschaft Sieradz.